# 로라 슬레이드 위긴스
로라 슬레이드 위긴스(Laura Slade Wiggins, 1988년 8월 8일 ~ )는 미국의 배우, 가수이다.

## 작품 목록
- 링스